# Нове Ґути
Нове Ґути (пол. Nowe Guty, нім. Gutten E) — село в Польщі, у гміні Ожиш Піського повіту Вармінсько-Мазурського воєводства.
Населення — 206 осіб (2011).

## Демографія
Демографічна структура станом на 31 березня 2011 року:
|          | Загалом | Допрацездатний вік | Працездатний вік | Постпрацездатний вік |
| -------- | ------- | ------------------ | ---------------- | -------------------- |
| Чоловіки | 106     | 15                 | 80               | 11                   |
| Жінки    | 100     | 22                 | 57               | 21                   |
| Разом    | 206     | 37                 | 137              | 32                   |